# جراجوس
قرية جراجوس هي إحدى القرى التابعة لمركز قوص في محافظة قنا في جمهورية مصر العربية. حسب إحصاءات سنة 2006، بلغ إجمالي السكان في جراجوس 20427 نسمة، منهم 9812 رجل و10615 امرأة.